# Dieter Schmidt (Fußballspieler, 1938)
Dieter Schmidt (* 28. August 1938) ist ein ehemaliger deutscher Fußballspieler, der zwischen 1961 und 1963 für den SC Dynamo Berlin in der DDR-Oberliga, der höchsten Spielklasse im DDR-Fußball, aktiv war.

## Sportliche Laufbahn
In der Fußballsaison 1959 (Kalenderjahrspielzeit) gab Dieter Schmidt im Alter von 20 Jahren seinen Einstand im höherklassigen Fußball. In der zweitklassigen I. DDR-Liga bestritt er für den Aufsteiger Dynamo Dresden 25 der 26 Ligaspiele und erzielte drei Tore. Auch 1960 gehörte er zum Spielerstamm, verpasste nur zwei Punktspiele und steigerte seine Torrate auf acht Treffer. Anfang 1961 wurde der DDR-Fußball wieder auf den Sommer-Frühjahr-Spielrhythmus umgestellt, sodass zwischen Februar 1961 und Juni 1962 in der DDR-Liga 39 Spiele ausgetragen werden mussten. Schmidt war zu Saisonbeginn zum Oberligisten SC Dynamo Berlin gewechselt. Ohne Anpassungsschwierigkeiten etablierte er sich auch in der Oberliga-Umgebung, denn als Rechtsaußenstürmer wurde er in 32 Punktspielen eingesetzt und schoss dabei sechs Tore. Als halbrechter Stürmer stand Schmidt auch im Endspiel um den DDR-Fußballpokal, das die Ost-Berliner jedoch mit 1:3 gegen den SC Chemie Halle verloren. Obwohl Dieter Schmidt auch für die Saison 1962/63 für die Stamm-Mannschaft vorgesehen war, kam er in dieser Spielzeit mit nun wieder 26 Oberligaspielen nur noch in unregelmäßigen Abständen in fünf Punktspielen zum Einsatz. Am 16. Spieltag wurde er zum letzten Mal in der Oberliga aufgeboten. Für eine Saison kehrte er 1963/64 zu Dynamo Dresden zurück. Die Dresdner spielten nach einem einjährigen Aufenthalt in der Oberliga wieder in der DDR-Liga. Beim erfolgreichen Wiederaufstieg war Schmidt allerdings nur mit sechs Ligaspieleinsätzen beteiligt, und erstmals seit vier Jahren gelang ihm bei Liga- und Oberligaspielen kein Tor. Damit war seine Karriere als Fußballspieler im DDR-weiten Spielbetrieb vorerst beendet.
1966 wurde Dieter Schmidt Spielertrainer bei der Betriebssportgemeinschaft (BSG) Stahl Maxhütte im thüringischen Unterwellenborn. Dort war zunächst Spieler und Trainer in der drittklassigen Bezirksliga Gera. 1970 wurden die Stahlwerker erstmals Bezirksmeister und nahmen an der Aufstiegsrunde zur DDR-Liga teil, wo sie jedoch als Vierter scheiterten. 1972 wurde erneut die Meisterschaft erreicht und diesmal die Aufstiegsspiele erfolgreich gemeistert. Immer noch als Spielertrainer führte Schmidt die Stahlmannschaft durch die DDR-Liga-Saison 1972/73, wobei er selbst in 21 der 22 Ligaspiele als Spieler mitwirkte. Nachdem der Neuling BSG Stahl den Klassenerhalt geschafft hatte, nahm er 1973/74 seine zweite Spielzeit in der DDR-Liga in Angriff. Spielertrainer Schmidt war mit 35 Jahren weiter auch Stammspieler seiner Mannschaft und spielte in weiteren 19 Ligaspielen mit. Diesmal schafften er und seine Mannschaft nicht mehr den Klassenerhalt, womit für Dieter Schmidt der höherklassige Fußball endgültig erledigt war. Als Spieler hatte er 37 Oberligaspiele mit sieben Toren und 95 DDR-Liga-Spiele mit elf Toren absolviert.